# 普拉德莱韦斯
普拉德莱韦斯（義大利語：Pradleves），是意大利库内奥省的一个市镇。总面积19平方公里，人口279人，人口密度14.7人/平方公里（2009年）。ISTAT代码为004173。